# Haukkasaari (ö i Finland, Södra Karelen, Villmanstrand, lat 61,13, long 27,32)
Haukkasaari är en ö i Finland. Den ligger i sjön Kaukheimonen och i kommunen Savitaipale i den ekonomiska regionen  Villmanstrands ekonomiska region  och landskapet Södra Karelen, i den södra delen av landet, 170 km nordost om huvudstaden Helsingfors. Öns area är 0,4 hektar och dess största längd är 80 meter i öst-västlig riktning.